# Großer Kaninchennasenbeutler

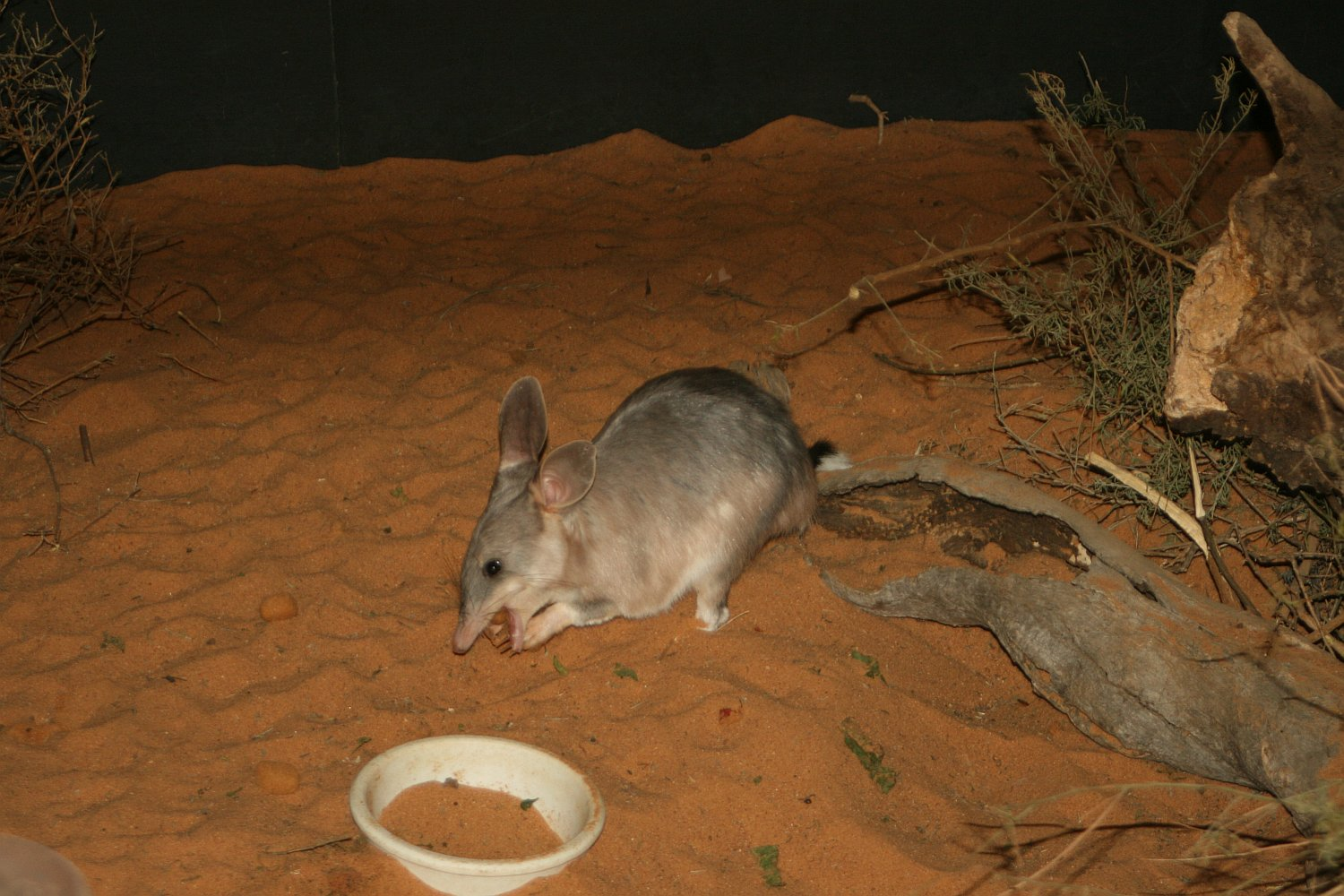
Großer Kaninchennasenbeutler

Der Große Kaninchennasenbeutler (Macrotis lagotis) oder Bilby ist eine in Australien lebende Beuteltierart aus der Gruppe der Nasenbeutler. Sein nächster Verwandter, der Kleine Kaninchennasenbeutler, ist im 20. Jahrhundert ausgestorben.
Der Artzusatz im wissenschaftlichen Namen ist aus altgriechisch λαγώς lagōs, deutsch ‚Hase‘ und altgriechisch ὠτ- ōt-, deutsch ‚Ohr‘ zusammengesetzt. Er bezieht sich auf langen hasenartigen Ohren. Da die Art ursprünglich in die Gattung Perameles eingeordnet wurde, bestand keine Dopplung zum Gattungsnamen.

## Merkmale
Große Kaninchennasenbeutler sind wie alle Nasenbeutler stämmig gebaute Tiere mit langgezogener Schnauze. Sie erreichen eine Kopfrumpflänge von 29 bis 55 Zentimetern, hinzu kommt der 20 bis 29 Zentimeter lange Schwanz. Ihr Gewicht beträgt 0,6 bis 2,5 Kilogramm, wobei die Männchen deutlich schwerer werden als die Weibchen. Ihr Fell ist lang und seidig, es ist an der Oberseite blaugrau bis hellgrau gefärbt, die Unterseite ist weiß. Die vordere Hälfte des Schwanzes ist schwarz und die hintere Hälfte weiß gefärbt, dort befindet sich auch eine kleine Quaste. Der Kopf ist durch die zugespitzte, unbehaarte Schnauze und die langen, fein behaarten Ohren charakterisiert. Die kräftigen Vorderbeine tragen drei zum Graben geeignete Krallen, die Hinterbeine sind känguruähnlich verlängert und dienen der springenden Fortbewegung.

## Verbreitung und Lebensraum
Früher waren die Großen Kaninchennasenbeutler auf über 70 % der Fläche des australischen Festlandes verbreitet, und sie bewohnten Wälder, Savannen, Buschländer und Wüsten. Heute sind sie auf einige Trockengebiete im Inneren Australiens beschränkt. So kommen sie natürlicherweise noch in der Tanamiwüste im Northern Territory, in der Gibsonwüste und der Großen Sandwüste in Western Australia sowie in einer isolierten Population im südwestlichen Queensland vor.

## Lebensweise und Ernährung
Die Tiere sind nachtaktiv; tagsüber ziehen sie sich in Erdbaue zurück. Die Erdbaue, die die Tiere selbst graben, haben eine Öffnung und erstrecken sich spiralförmig bis zu zwei Meter in die Tiefe. Beim Schlafen legen sich die Tiere nicht hin, sondern setzen sich auf die Hinterbeine, stecken die Schnauze zwischen die Vorderbeine und decken sich die Augen mit ihren langen Ohren zu. In der Nacht begeben sie sich auf Nahrungssuche, wobei sie sich mit einem hoppelnden Gang fortbewegen.
Sie leben vorwiegend einzelgängerisch, in einem Bau ist meist nur ein Tier anzutreffen, allerdings kann ein Tier bis zu zwölf Baue in seinem Revier haben. Manchmal findet man die Tiere auch paarweise zusammen.
Sie sind Allesfresser, die ihre Nahrung mit ihren kräftigen Vorderbeinen aus der Erde graben. Sie fressen vorwiegend Insekten und deren Larven sowie kleine Wirbeltiere, manchmal auch unterirdische Pflanzenteile. Sie decken ihren Flüssigkeitsbedarf aus der Nahrung und brauchen nicht zu trinken.

## Fortpflanzung
Das Weibchen hat einen nach hinten geöffneten Beutel mit acht Zitzen darin. Die Fortpflanzung kann das ganze Jahr über erfolgen, früher, als die Tiere noch in den gemäßigten Zonen Australiens lebten, gab es dort allerdings eine feste Paarungssaison von März bis Mai. Nach einer rund 14-tägigen Tragzeit bringt das Weibchen ein oder zwei Jungtiere zur Welt. Diese sind wie bei allen Beuteltieren klein und unterentwickelt, sie verbringen ihre ersten 80 Lebenstage im Beutel der Mutter. Anschließend bleiben sie noch weitere zwei Wochen in deren Bau und werden danach entwöhnt. Die Geschlechtsreife tritt bei Weibchen mit 180 bis 220 Tagen und bei Männchen mit 270 bis 420 Tagen ein. Das Höchstalter eines Tieres in menschlicher Obhut betrug sieben Jahre.

## Bedrohung
Noch bis zum Anfang des 20. Jahrhunderts waren Große Kaninchennasenbeutler über weite Teile Australiens verbreitet, dann setzte ein dramatischer Rückgang der Populationen ein. Die Gründe dafür lagen in der Bejagung wegen ihres seidigen Fells, in der Nachstellung durch eingeschleppte Rotfüchse und Hauskatzen, in der Verdrängung durch die ebenfalls eingeschleppten Wildkaninchen und in der Zerstörung ihres Lebensraums durch Umwandlung in Viehweiden oder andere landwirtschaftlich genutzte Flächen. Heute sind sie in abgelegene, dünn besiedelte und nicht von Füchsen bewohnte Regionen zurückgedrängt. Die IUCN schätzt den Gesamtbestand auf weniger als 10.000 ausgewachsene Tiere und listet die Art als „gefährdet“ (vulnerable).
Große Kaninchennasenbeutler sind in Australien geschützt. Es laufen einige Nachzucht- und Wiederaussiedlungsprogramme, so wird versucht, diese Tiere in mehreren Nationalparks und anderen geschützten Gebieten in Queensland, New South Wales, South Australia und Western Australia wieder heimisch zu machen. Als Grundlage für die Schutzbemühungen wurde ein landesweites Schutzprogramm aufgestellt.

## Australisches Osterbrauchtum
Seit den 1970er-Jahren gibt es Bemühungen, Kaninchennasenbeutler aus Schokolade („Easter Bilbies“) als einheimische Alternative zum Osterhasen anzubieten. Die Einkünfte dieser Schoko-Kaninchennasenbeutler werden teilweise für Maßnahmen zum Schutz der Art verwendet.